# Wysoczka (Wzgórza Lewińskie)
Wysoczka (niem. Gross Reudel, 651 m n.p.m.) – szczyt  w południowo-zachodniej Polsce, w Sudetach Środkowych, w paśmie Wzgórz Lewińskich, na północ od wsi Słoszów.